# Acer macrophyllum
Acer macrophyllum, el arce de Oregón o arce de hoja grande es un gran árbol caducifolio del género Acer, familia de las sapindáceas. 

## Descripción
Crece hasta los 35 m de alto, pero más comúnmente de 15 m a 20 m de alto. Es originario del oeste de Norteamérica, en su mayor parte cerca de la costa del Pacífico, desde el extremo meridional de Alaska hacia el sur hasta California meridional. Algunos ejemplares también se encuentran en el interior, en el pie de las colinas de Sierra Nevada en el centro de California, y una pequeña población aparece en el centro de Idaho.

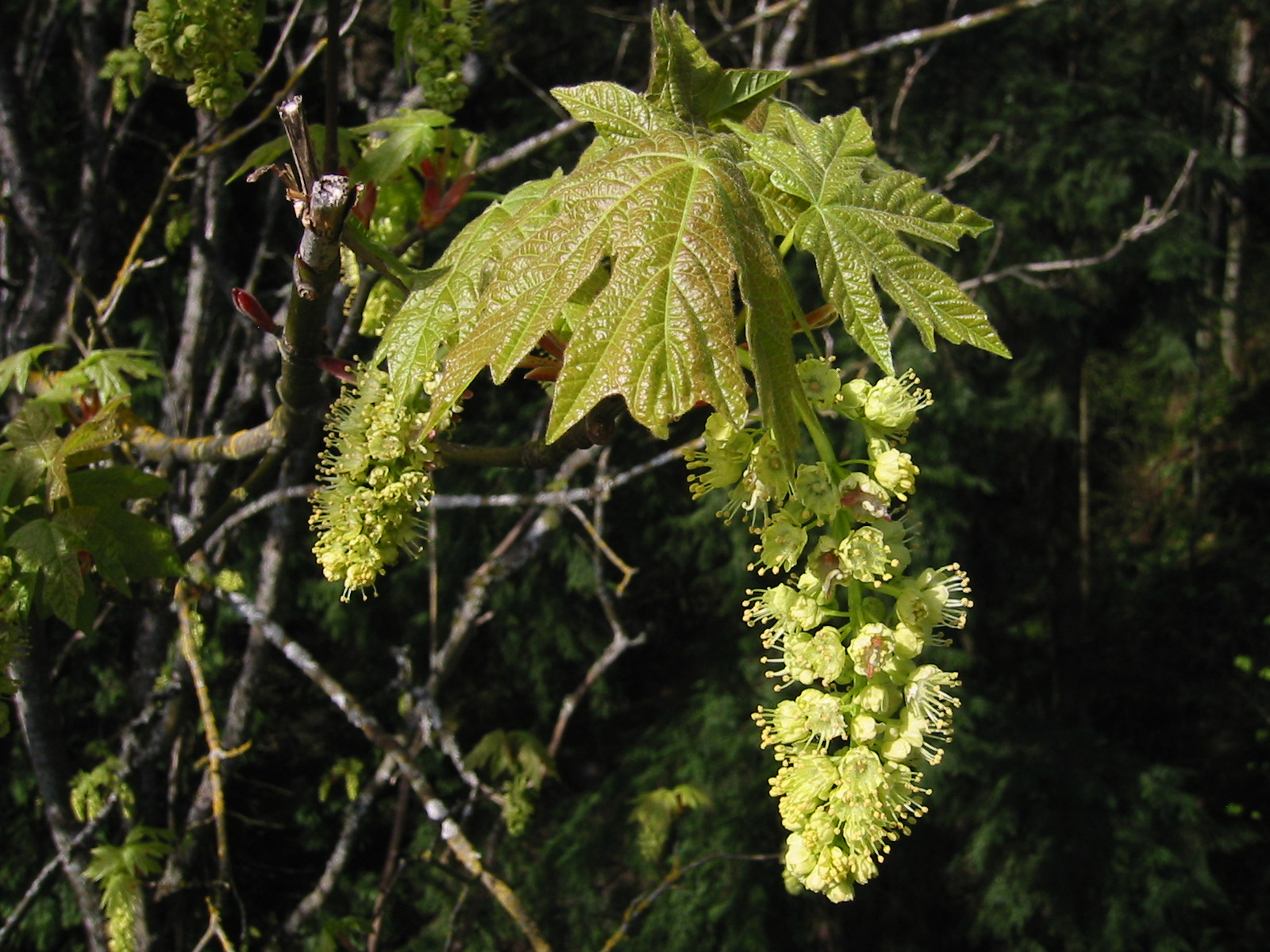
Follaje y hojas del arce de hoja grande.

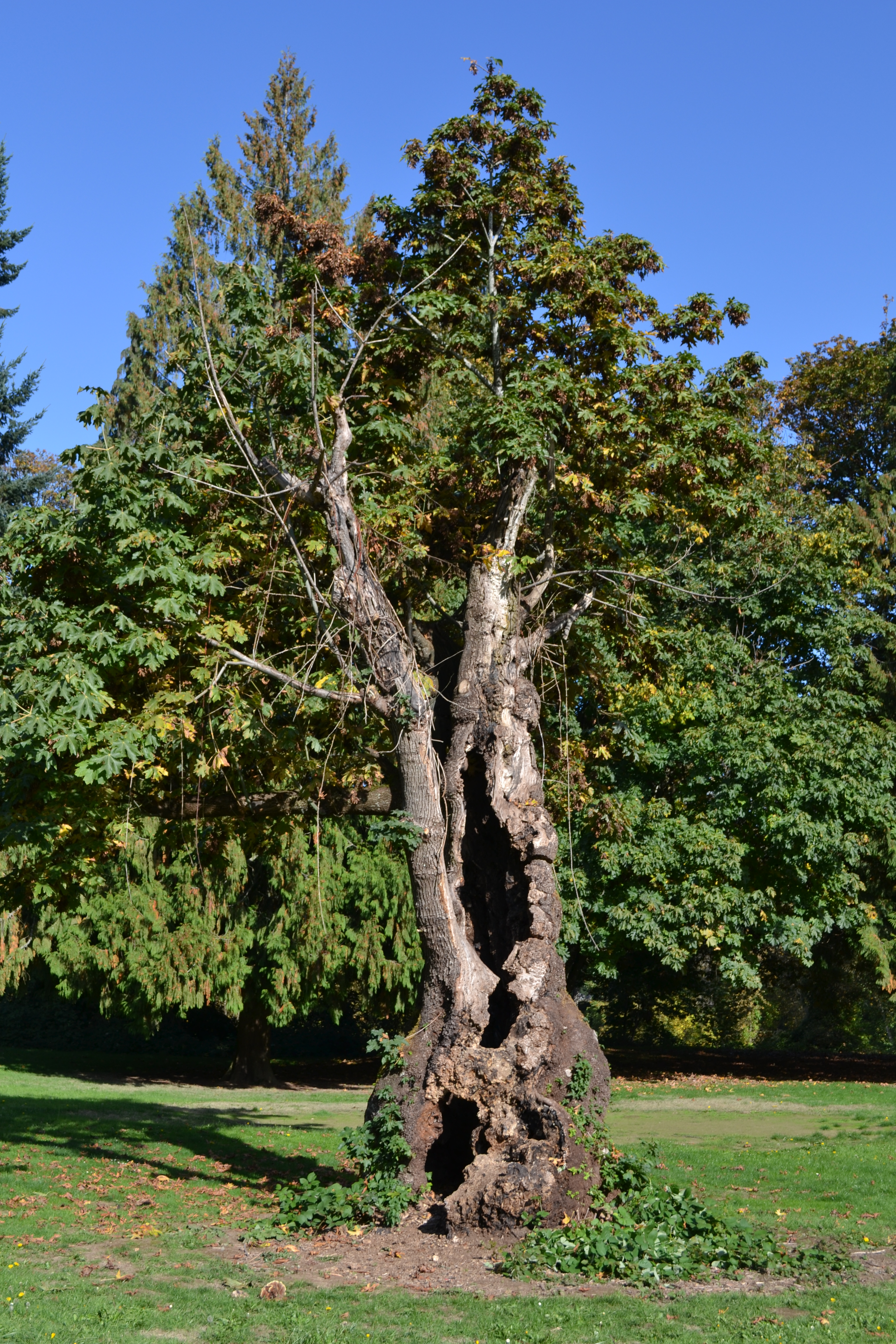
Vista del árbol.

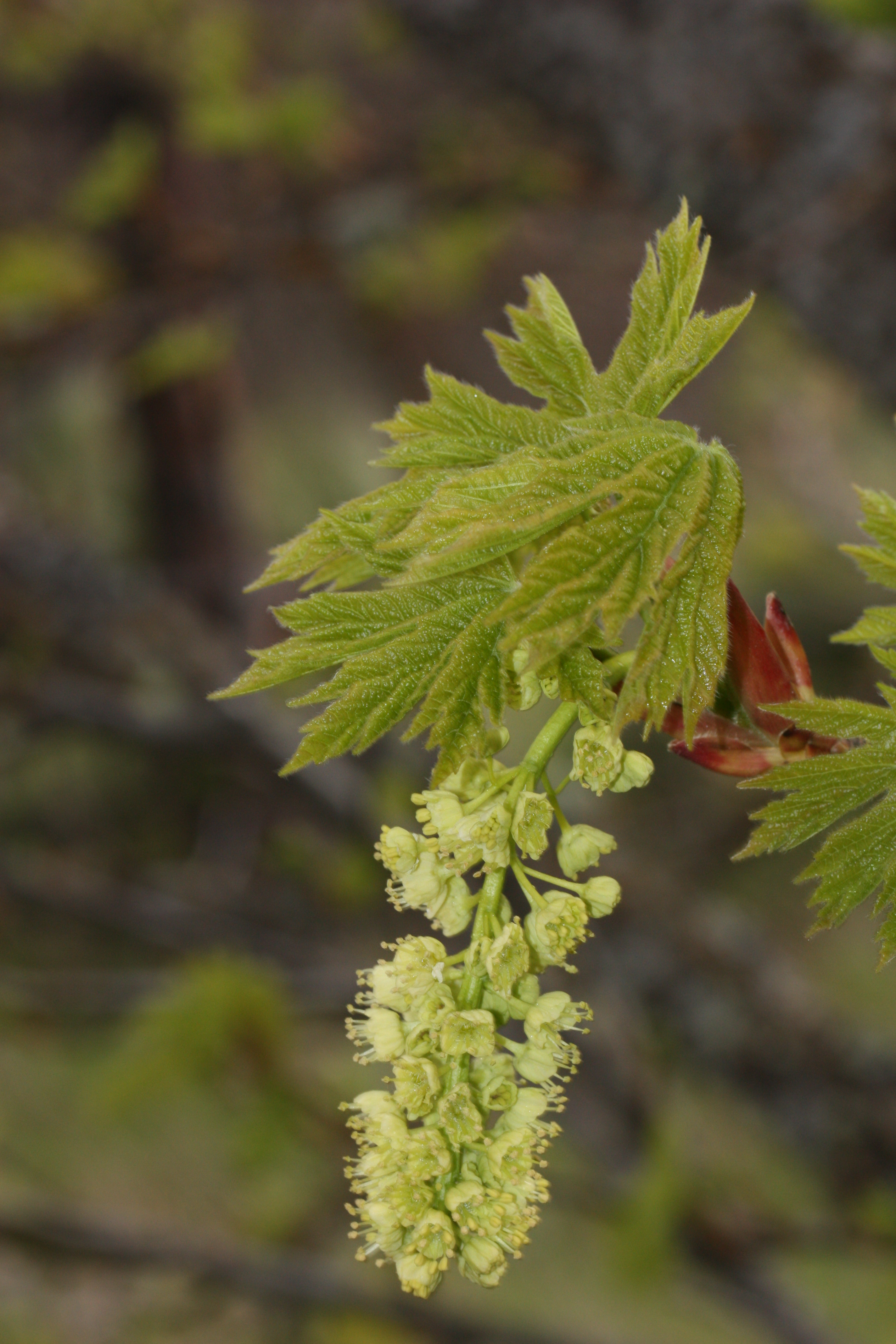
Inflorescencia.

Tiene las hojas más grandes de todos los arces, típicamente 15-30 cm de ancho, con cinco lóbulos palmados profundamente incisos, con el más largo que llega hasta 61 cm. 
Las flores se producen en la primavera en racimos colgantes de 10-15 cm de largo, amarillo verdoso con pétalos poco destacados. El fruto es una sámara con un par de alas (disámara), cada semilla de 1-1,5 cm de diámetro con un ala de 4-5 cm.

En las partes más húmedas de su área de distribución, como en el Parque nacional Olympic, su corteza está cubierta con musgos y helechos epifíticos.

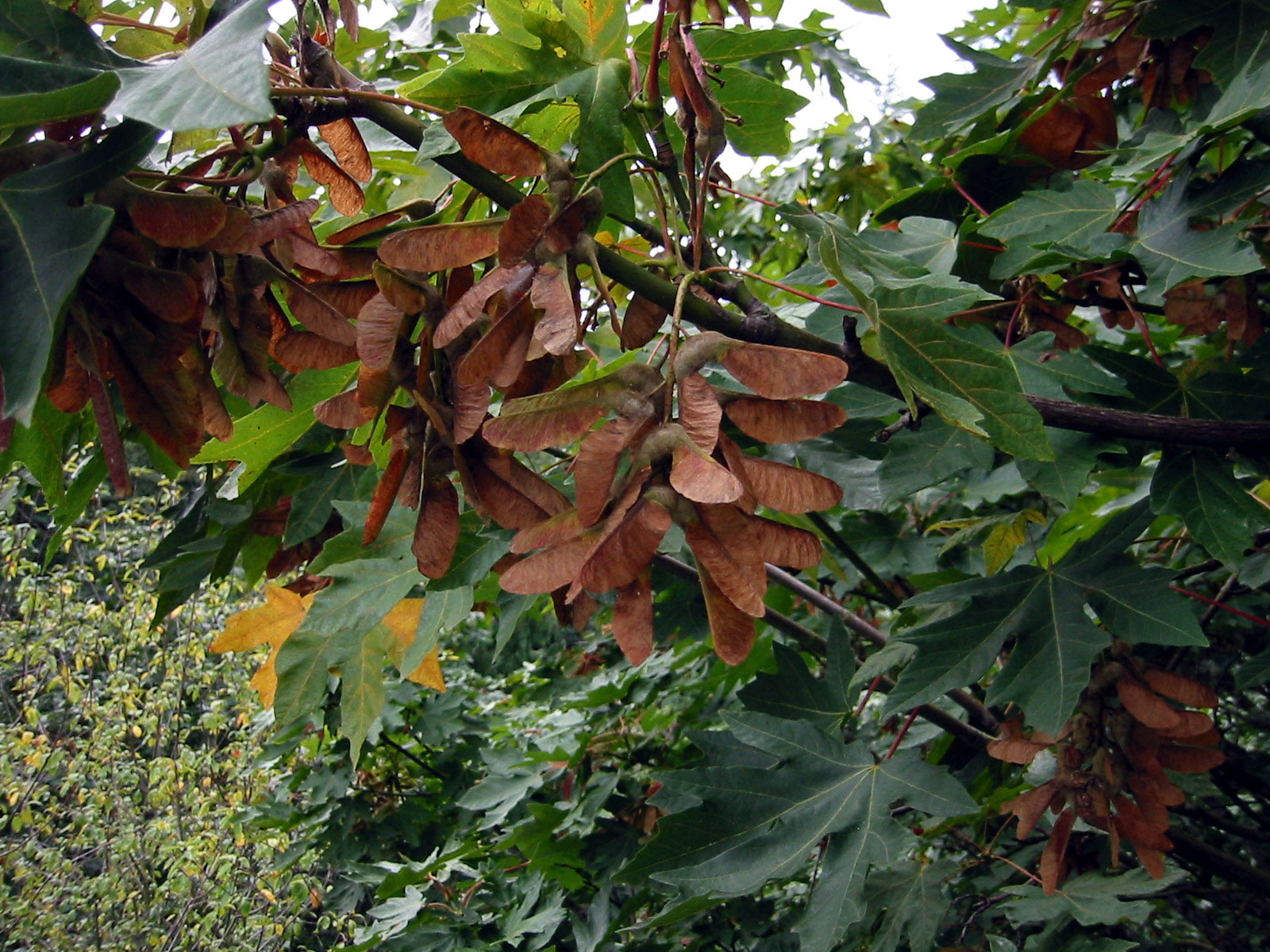
Las alas ayudan a dispersar las semillas del arce de hoja grande.
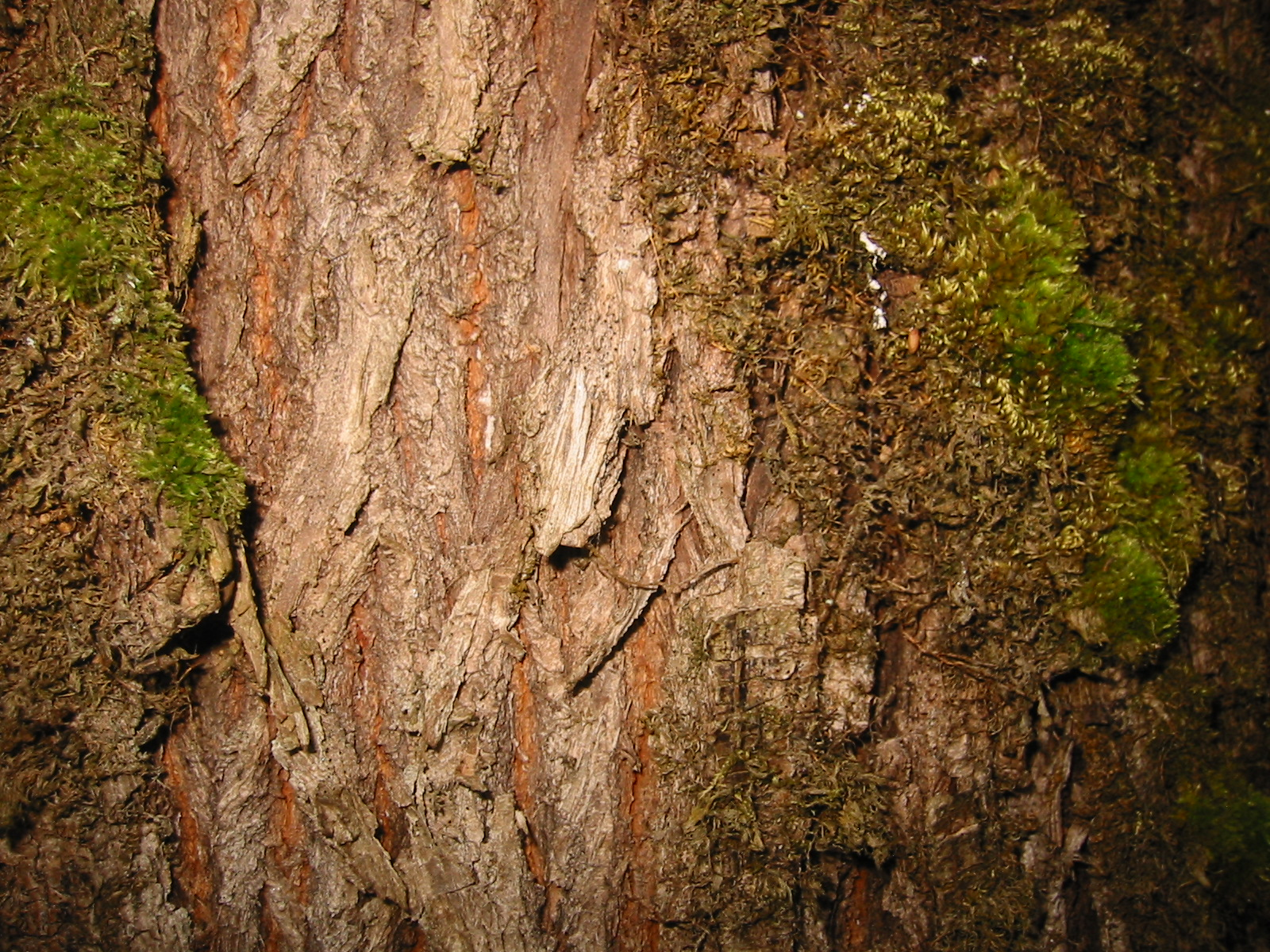
La corteza del arce de hoja grande está a menudo cubierta por musgo.
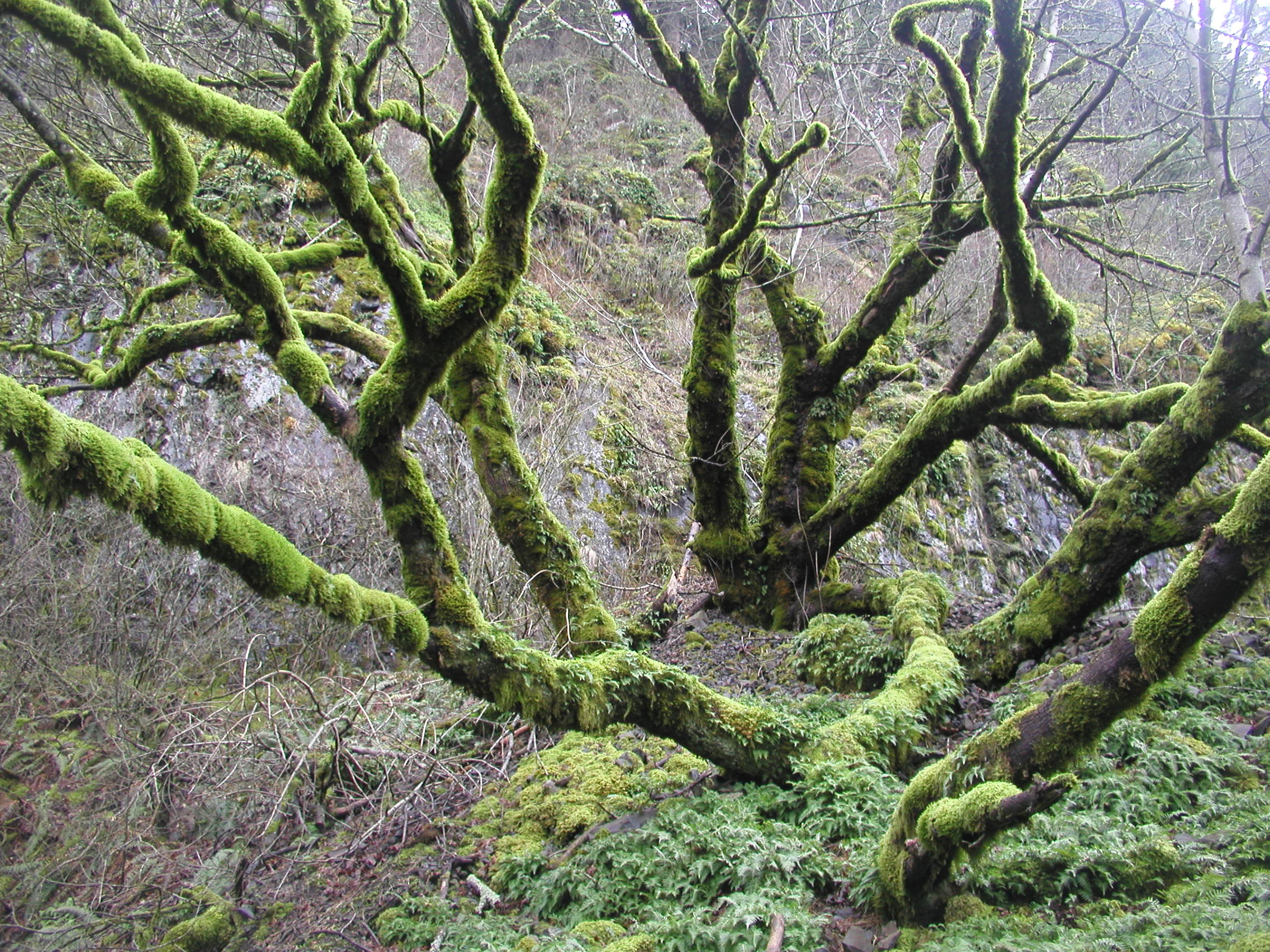
Arce de hoja grande retorcida en Oregón.

## Taxonomía
Acer macrophyllum fue descrita por Frederick Traugott Pursh y publicado en Flora Americae Septentrionalis; or, . . . 1: 267, en el año 1814
Etimología
Acer: nombre genérico que procede del latín ǎcěr, -ĕris = (afilado), referido a las puntas características de las hojas o a la dureza de la madera que, supuestamente, se utilizaría para fabricar lanzas. Ya citado en, entre otros, Plinio el Viejo, 16, XXVI/XXVII, refiriéndose a unas cuantas especies de Arce.
macrophyllum: epíteto latíno que significa "con hojas grandes".
Sinonimia
- Acer auritum Greene
- Acer dactylophyllum Greene
- Acer flabellatum Greene
- Acer hemionitis Greene
- Acer leptodactylon Greene
- Acer macrophyllum f. angustialatum Schwer.
- Acer macrophyllum var. brevialatum Kuntze
- Acer macrophyllum var. imbricatum Kuntze
- Acer macrophyllum f. imbricatum (Kuntze) Schwer.
- Acer macrophyllum var. kimballiae Sudw. ex E.Harrar
- Acer macrophyllum subsp. kimballiae (Sudw. ex E.Harrar) A.E.Murray
- Acer macrophyllum f. kimballiae (Sudw. ex E.Harrar) A.E.Murray
- Acer macrophyllum f. rubrifolium A.E.Murray
- Acer macrophyllum f. rubrum A.E.Murray
- Acer macrophyllum f. tricolor Schwer.
- Acer murrayanum Dippel
- Acer palmatum Raf.
- Acer platypterum Greene
- Acer politum Greene
- Acer stellatum Greene[8]